# Jens Rostrup-Nielsen
Jens R. Rostrup-Nielsen (født 16. januar 1939 i Nykøbing Falster, død 3. december 2022) var erhvervsleder og forsker. Han blev matematisk student fra Nykøbing Katedralskole (1957), akademiingeniør (1961), civilingeniør (1963) fra Danmarks Tekniske Højskole (nuværende Danmarks Tekniske Universitet (DTU)) og dr.techn. (1975). Han var på studieophold på Stanford University (1978).
Efter tjeneste i Flyvevåbnet (løjtnant) var han i 46 år (1965-2011) ansat i virksomheden Haldor Topsøe som forsker i katalyse og fra 1986 som forskningsdirektør (Executive Vice President). Hans forskning var navnlig rettet mod udvikling og forståelse af processen for omdannelse af kulbrinter til syntesegas. Forskningen førte til den tekniske doktorgrad i 1975 og resulterede i 95 publikationer med et H-indeks på 51.
Samtidig var han aktiv i forskningspolitik bl.a. som formand for Planlægningsrådet for Forskning/Forskningspolitisk Råd (1987-1991), præsident for Akademiet for de Tekniske Videnskaber (1995-1999) medlem af DTUs konsistorium (1993-1995) og bestyrelse (2005-2009) og flere EU-råd bl.a. som stiftende medlem af Det Europæiske Forskningsråd (ERC) (2005-2013). Hans fokus i forskningspolitikken var at fremme forbindelsen mellem den industrielle forskning og udvikling og grundforskningen. Han var en initiativtager til dannelsen af Grundforskningsfonden og i ERC til programmet til støtte af forskere med udviklingsideer (proof of concept). Han var fra 2009 professor ved KTH, Stockholm og fungerede som censor på DTU.

## Bestyrelser og råd
- Formand for kemiingeniørgruppen, Dansk Ingeniørforening (1976-1979)
- Medlem af industriministerens kontaktudvalg (1982-1984)
- Medlem af Teknologirådet (1985-1987)
- Formand for Planlægningsrådet for Forskning (1987-1989)
- Formand for Forskningspolitisk Råd (1989-1991)
- Medlem af bestyrelsen for Dansk Udviklingsfinansiering (1988-2000)
- Medlem af repræsentantskabet, Danmarks Nationalbank (1989-2006)
- Præsident for European Industrial Research Management Association (EIRMA) (1993-1995)
- Medlem af DTUs konsistorium (1993-1995)
- Medlem af Risøs bestyrelse (1994-1995)
- Præsident for Akademiet for de Tekniske Videnskaber (1995-1999)
- Medlem af EU Industrial R&D Advisory Committee (IRDAC) (1996-1999)
- Medlem af EU European Research Advisory Board (EURAB) (2001-2005)
- Medlem af bestyrelsen for DTU (2005-2009)
- Medlem af bestyrelsen for Energibranchen, DI (2005-2010)
- Medlem af Scientific Council, European Research Council (ERC) (2005-2013)
- Medlem af Scientific Advisory Council ICES/ASTAR, Singapore (2005-2012)
- Medlem af Scientific Advisory Group, Aalto University, Finland (2012-2021)
- Medlem af Scientific Advisory Council, Tüpras, Tyrkiet (2015-2018)

## Udvalgte publikationer
- Steam Reforming Catalysts, Teknisk Forlag (1975)
- Catalytic Steam Reforming, Springer Verlag (1984)
- 3. række midtfor, Odense Universitetsforlag (2001)
- Concepts in Syngas Manufacture (med Lars J. Christiansen), Imperial College Press (2011)
- Margrethe og Louis, en fortælling fra Grønland (med Birgit Rostrup-Nielsen), Underskoven (2015)